# Escritura merovingia

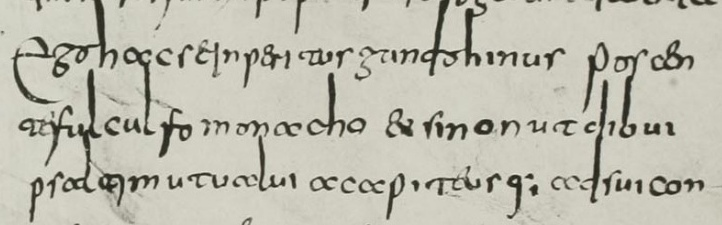
Muestra de escritura merovingia de un evangelio fechado en 754 d. C. Puede leerse en latín: ego hacse jnperitus gundohinus poscen- / te fulculfo monacho et si non ut dibui / psaltjm ut ualui a capite usque ad sui con[summacionis finem...]

La escritura merovingia fue desarrollada durante la dinastía de los reyes merovingios en Francia (aunque también en Alemania y Suiza) del siglo VI al VIII antes de la reforma de Carlomagno que introdujo minúscula carolingia.
A diferencia de otras escrituras, la merovingia no duró mucho tiempo.

## Características
En general, se caracteriza por la pérdida de proporción, la gran irregularidad y el gran número de ligaduras. La escritura es derecha, ligeramente inclinada hacia la izquierda, sin líneas de guía, lo que provoca que, en ocasiones, los renglones se superpongan unos a otros. Además, es una escritura en cursiva. Todo lo anterior llevó a que fuera una escritura difícil de leer.

### Clasificación
Había cuatro centros principales de escritura merovingia: los monasterios de Luxeuil, Laon, Corbie y Chelles.

#### Luxeuil
El tipo Luxeuil utiliza letras mayúsculas largas y delgadas distintivas como guion de visualización. Estos capiteles tienen remates en forma de cuña, y la barra transversal de ⟨a⟩ se asemeja a una letra minúscula ⟨v⟩ mientras que la de ⟨h⟩ es una línea ondulada. La letra ⟨o⟩ a menudo se escribe en forma de diamante, con una ⟨o⟩ más pequeña escrita en su interior. La letra ⟨a⟩ se asemeja a dos ⟨c⟩s ("CC"), y debido a esta característica distintiva, el tipo Luxeuil a veces se llama "tipo". La letra ⟨b⟩ a menudo tiene un cuenco abierto y un brazo que la conecta a la siguiente letra, la letra ⟨d⟩ puede tener un ascenso vertical o un ascendente inclinado hacia la izquierda; ⟨I⟩ es a menudo muy alto, parecido a l; ⟨N⟩ se puede escribir con una forma uncial (similar a una ⟨N⟩ mayúscula); ⟨O⟩ a menudo tiene forma de gota y tiene una línea que lo conecta con la siguiente letra; ⟨T⟩ y tiene un bucle que se extiende hasta la parte superior izquierda de su trazo. La letra ⟨t⟩ también se utiliza en numerosas ligaduras donde tiene muchas otras formas. Las letras ⟨e⟩ y ⟨r⟩ también se encuentran con bastante frecuencia en la ligadura.

#### Laon
El tipo de pantalla Loon tiene un capital más grueso que el tipo Luxeuil. Las letras iniciales mayúsculas suelen estar decoradas con animales y hay muchas ligaduras con la letra ⟨i⟩. Al igual que la escritura Visigótica, hay dos ligaduras ⟨ti⟩ diferentes, que representan dos sonidos diferentes ("duro" y "suave"). Las letras ⟨d⟩ y ⟨q⟩ suelen tener un cuenco abierto. La letra a es única, se asemeja a dos puntos agudos ("<<"), y la letra ⟨z⟩, poco común en latín, es sin embargo muy distintiva en el tipo Loon, con una floritura que se proyecta hacia arriba a la izquierda, por encima de la línea. Debido a estas características, el tipo Loon a veces se denomina "tipo z".

#### Corbie
letra ⟨e⟩ tiene un bucle superior alto y abierto y la forma uncial de la letra ⟨n⟩ (que se asemeja a la mayúscula ⟨N⟩) se usa con mucha frecuencia. Después de mediados del siglo VIII, la letra (a) también tiene un bucle abierto y se parece a la letra ⟨u⟩; Este tipo se conoce como "tipo ena". Un tipo más distintivo se desarrolló en Corbie en el siglo IX, el "tipo A-B". La letra es similar al tipo ⟨b⟩ Luxeuil, pero la letra ⟨a⟩ tiene un primer trazo recto, parecido a una combinación de ⟨i⟩ y ⟨c⟩. Este tipo se utilizó desde finales del siglo VIII hasta mediados del siglo IX. Las glosas del libro, una importante obra de referencia medieval, fue escrita en el guion "tipo A-B" de Corbie.

#### Chelles
El tipo de Chelles era similar al tipo Luxeuil A-B. Otras características incluyen el uncial ⟨N⟩, con trazos inclinados hacia la izquierda; la letra D con un ascendente inclinado a la izquierda; ⟨G⟩ la letra con un descendiente parecido a la letra ⟨s⟩; la letra ⟨s⟩ con un bucle superior muy pequeño; y la letra ⟨x⟩ con los dos trazos cruzados cerca de la parte superior de la línea en lugar del medio.